# Dansiea
Dansiea é um género botânico pertencente à família Combretaceae.